# C. la Cours Skole
C. la Cours Skole er en dansk privatskole, der er beliggende i Randers. Skolen har 410 elever på to spor fra 0.-9. klasse (2024). Siden 2015 har Jens Anker Hansen været skolens leder.

## Historie
Skolen blev grundlagt 2. april 1876 af frøken Charlotte la Cour som den anden pigeskole i Randers. Den havde som formål at ”at meddele de unge nyttige, sunde og frem for alt grundige kundskaber”. Frøken la Cour betonede, at eleverne lærte det nyttige i orden og renlighed både i ydre og indre forhold.
Fra 1910 optages også drenge. Skolen får i 1893 dimissionsret til præliminæreksamen og fra 1904 tilbyder den mellemskoleeksamen og realeksamen, som skoleloven af 1903 har skabt. Realeksamen fortsætter frem til 1978, hvor folkeskolens afgangsprøve og folkeskolens udvidede afgangsprøve indføres.
Efter Charlotte la Cours død i 1925 drives skolen videre af P.E. Wassmann, der allerede blev skoleleder i 1922. Else Bie tager over efter ham i 1942 og måtte hurtigt sande, at skolen i løbet af få år havde fået halveret sin elevbestand, hvilket efter alt at dømme hang sammen med, at Wassmann under krigen udtrykte positive holdninger over for besættelsesmagten. Det skete blandt andet i indlæg i dagbladet Fædrelandet' og ved, at han virkede som tolk for tyskerne. Holdningerne havde man ikke mærket noget til på skolen, men Else Bie kunne konstatere, at der var udmeldt 15 elever uden nogen grund. Hun kontaktede derfor undervisningsinspektør Otto Bjørneboe for at høre, om hun kunne købe og dermed redde skolen og opnå eksamensret. "Folk her i Byen og mange i Oplandet mener, at han er alt for tyskvenlig, hvilket har vist sig igennem nogle Avisartikler, og efter 9. April falder den Slags jo ikke i god Jord", skrev hun blandt andet. Bjørneboe gav grønt lys for salget til Else Bie, der overtog skolen fra august 1942.
I 1945 flytter skolen til den nuværende hovedbygning på Jyllandsgade i hvid funkisstil, oprindeligt opført for Westrups Realskole i 1938. Skolen købes af H. Givskov Dein i 1958, men ændrer i 1966 status fra privateje til selvejende institution. Siden har ledelse såvel som medarbejdere været ansat af skolens bestyrelse.
Den senere statsminister Jens Otto Krag var elev på skolen i 1920'erne.

## Pædagogisk retning
I sine vedtægter definerer skolen sig i dag som en "holdningsskole", der tilstræber at give eleverne forståelse for demokrati, kultur, tradition og fremsyn. Skolen er ikke orienteret i en bestemt politisk eller religiøs retning, men definerer sig som havende "et kulturfællesskab med folkekirken".